# Camarophyllopsis pedicellata
Camarophyllopsis pedicellata är en svampart som först beskrevs av Natarajan & Manjula, och fick sitt nu gällande namn av Boertm. 2002. Camarophyllopsis pedicellata ingår i släktet Camarophyllopsis och familjen Hygrophoraceae.   Inga underarter finns listade i Catalogue of Life.